# Маріанна Зорба
Маріанна Зорба (грец. Μαριάννα Ζορμπά; 1 грудня 1967, Афіни, Греція) — грецька співачка та вчителька музики.

## Біографія
Маріанна Зорба народилась 1 грудня 1967 року в Афінах. Маріанна любить етнічну та фольклорну музику. У 1997 році представляла Грецію на 42-му пісенному конкурсі Євробачення.  Маріанна набрала 39 балів і посіла 12 місце. За тиждень до фіналу в Дубліні була заручена з Манолісом Мануселісом, композитором. Через кілька тижнів після конкурсу вони одружилися. Маріанна і Маноліс вирішили переїхати на Крит у 2002 році. Він працює архітектором, а вона вчителем музики.

## Родинний дует
Маріанна й Маноліс створили дует "Південний вітер" і виступають на музичних фестивалях, концертах і театральних виставах на Криті. Вони разом опублікували платівку в 2005 році. 

## Дискографія
- 1995 – Diavatirio Psixis ( Soul Passport )-LP від Warner Music
- 1996 – Akou loipon ( So, Listen to That )-LP від Warner Music
- 1997 – Horepse (танець)-CD сингл, лише промо
- 2005 – San Minoiko Karavi ( Like a Minoan Boat )-LP від Seistron